# 한겨레21
《한겨레21》은 한겨레신문에서 만드는 진보적 시사 주간지로 1994년 3월 16일에 창간되었다. 정치, 경제, 사회, 문화, 국제 뉴스와 다양한 칼럼을 싣는다. 2011년 주당 유료 부수는 4만8000부, 배포 부수는 5만2000부로 시사주간지 중 1위를 기록했다.

## 출간 서적
- 한겨레21 올해의 판결 취재팀. 《올해의 판결》. 북콤마. 2014년. ISBN 9791195038343[4]